# Укулеле
Укулеле е струнен музикален инструмент от семейството на китарите и обикновено е с четири единични или двойни струни от найлон или влакна от животински произход.
Укулеле е създадено през 19 век като хавайска интерпретация на музикалния инструмент наречен мачете, подобен на малка китара, свързан с кавахиньо, тимпъл и други занесени на Хаваите от португалски имигранти, много от които от архипелага Микронезия. През двадесети век набира голяма популярност в САЩ, а от там по целия свят.
Тонът и силата на звука на инструмента варират в зависимост от модела и конструкцията. Обикновено укулеле е един от следните размери: сопран, концертно, тенор и баритон.

### Хаваите
Обикновено укулеле се свързва с музиката на Хаваите, а името му се превежда приблизително като „скачаща бълха“,  вероятно заради движението на пръстите при свирене.
Важен фактор за установяването на инструмента в музиката и културата на Хаваите е налагането му от крал Калакуа. Като покровител на изкуствата той го въвежда в представленията по време на кралските празненства. 
- Различни размери
- Бас укулеле